# Maria De Mattias
Maria Matilda De Mattias, A.S.C., (Vallecorsa, 4 de fevereiro de 1805 – Roma, 20 de agosto de 1866) é uma santa italiana da Igreja Católica Apostólica Romana, fundadora da congregação religiosa das Irmãs Adoradoras do Sangue de Cristo.

## Pano de fundo
Maria nasceu em um período de constante turbulência política. A vida civil de Vallecorsa foi prejudicada pela rivalidade de várias facções concorrentes. Os pequenos reinos e repúblicas da península italiana estavam constantemente em guerra uns com os outros. O comércio foi interrompido; Diante da incerteza econômica e da falta de trabalho estável, jovens que achavam mais fácil viver do banditismo juntaram-se aos que eram bandidos por motivos políticos, enfurnados em enclaves nas montanhas. Eles viviam atacando e intimidando os camponeses e aldeões. Os líderes de gangue tornaram-se figuras populares e românticas.

## Biografia

### Primeiros anos
De Mattias nasceu em 4 de fevereiro de 1805 em Vallecorsa, na província de Frosinone, Itália, em uma família religiosa de classe alta que valorizava a educação. Ela era a segunda de quatro filhos de Giovanni de Mattias e Ottavia de Angelis. Como sua família tinha propriedades e riquezas, não era seguro para Maria e seus irmãos brincar do lado de fora - os bandidos tinham o hábito de sequestrar crianças para obter resgate. Embora as mulheres de sua época não recebessem normalmente uma educação formal, ela conseguia aprender a ler e escrever sozinha. Em sua adolescência, ela era retraída e focada mais em sua aparência do que em religião. Ela tinha orgulho de seus longos cabelos louros e passava horas diante do espelho, posando e arrumando suas roupas. No entanto, aos 16 anos, ela foi inspirada por uma visão mística e começou a sair de sua criação protegida.

### Vida religiosa
Em 1822, São Gaspar del Bufalo, C.PP. S., fundador dos Missionários do Precioso Sangue, pregou uma missão em sua cidade. De Mattias decidiu que ela dedicaria sua vida a cuidar dos necessitados e a divulgar a palavra de Deus. Através da pregação de Gaspar del Bufalo sobre a devoção ao Preciosíssimo Sangue de Jesus, Maria De Mattias foi atraída para ver este mistério da vida de Cristo como um modelo de auto-sacrifício. Em 4 de março de 1834, aos 29 anos, sob a orientação do sucessor de del Bufalo, o Venerável Giovanni Merlini, C.PP. S., ela fundou a Congregação das Irmãs Adoradoras do Sangue de Cristo para promover este serviço. Ela havia sido chamada pelo Administrador de Anagni, Bispo Giuseppe Maria Lais, para ensinar as meninas - ela aprendera a ler e escrever sozinha.
A ordem religiosa foi fundada como uma ordem apostólica, uma ordem de ensino ativa, ao invés de uma ordem monástica. Em 1855, a jovem ordem recebeu a aprovação papal. Maria De Mattias fez voto público de castidade, recebendo um coração de ouro impresso com três gotas de sangue. O símbolo foi dado a ela por John Merlini, CPPS, seu diretor espiritual que mais tarde serviu como superior geral dos Missionários do Preciosíssimo Sangue. Um coração de prata ainda é usado pelas irmãs em todo o mundo.
Madre Matilda passou mais de 30 anos viajando pela Itália para ajudar a estabelecer comunidades de suas Irmãs. Isso envolvia caminhadas que iam desde longas distâncias até viagens traiçoeiras em burros. Ela estava tão ansiosa para proclamar o mistério do amor redentor de Jesus demonstrado por meio do derramamento de seu Sangue Precioso que ela pregava nas cidades onde quer que fosse.
As suas comunidades eram muitas vezes muito pobres, às vezes nem sequer tinham comida nos armários, mas estavam sempre dispostas a partilhar o que tinham com os pobres entre os quais viviam. Durante sua vida, a Congregação estabeleceu mais de 70 comunidades em toda a Europa.
De Mattias morreu em Roma em 20 de agosto de 1866 e foi sepultado no Cemitério Campo di Verano Roma, em uma tumba doada pelo Papa Pio IX.

## Veneração
Em 28 de junho de 1896, período de espera necessário após a morte de De Mattias, o processo de canonização foi iniciado a pedido de Madre Caterina Pavoni, A.S.C., sua sucessora como Superiora Geral da Congregação de então.
Ela foi beatificada em 1 ° de outubro de 1950 pelo Papa Pio XII, quando seus restos mortais foram transferidos para a Capela do Precioso Sangue na Casa - Mãe Geral da Congregação em Roma. Ela foi canonizada em 18 de maio de 2003 pelo Papa João Paulo II,  com sua festa marcada para 20 de agosto, o aniversário de sua morte.

## Legado
Hoje, as quase 2.000 Irmãs da Congregação continuam o trabalho de sua fundadora em todo o mundo. Além da Itália, comunidades também são estabelecidas na Bolívia, Brasil, China, Guatemala, Libéria, Coréia do Sul, Estados Unidos e Vietnã. Em outubro de 1992, cinco Irmãs Adoradoras dos Estados Unidos foram assassinadas durante uma guerra civil que estava ocorrendo na Libéria.